# Protector de la Confederación Perú-Boliviana
El Protector de la Confederación Perú-Boliviana fue el título que adoptó el mariscal Andrés de Santa Cruz cuando se asumió formalmente el gobierno de dicha Confederación, integrada por tres repúblicas: Estado Boliviano, el Estado Sud-Peruano y el Estado Nor-Peruano, según lo estipulado en el Pacto de Tacna, firmado el 1 de mayo de 1837. Si bien Santa Cruz utilizó la denominación de Supremo Protector al menos desde 1836, el título legalmente establecido en la Ley Fundamental de la Confederación de 1837 fue Protector de la Confederación, siendo también denominado en la misma ley como Jefe Supremo de la Confederación, en su rol como cabeza del poder ejecutivo. Andrés de Santa Cruz llevó este título desde 1837 hasta 1839, con un breve reemplazo interino por Juan Pío de Tristán y Moscoso por unos meses en 1837.

## Naturaleza
El título de Protector ya había sido usado antes por el general José de San Martín cuando asumió el gobierno del Perú en 1821, el cual se denominó Protectorado. Asimismo en 1825, Simón Bolívar, había sido nombrado por la Asamblea del Alto Perú como Protector. Por su parte, Santa Cruz fue ungido como Supremo Protector de los Estados Sur y Nor Peruanos en 1836, antes de ser proclamado formalmente como Protector de la Confederación Perú-Boliviana en 1837.
El sistema político encabezado por un Protector tenía un carácter transitorio así como un propósito renovador de todo el sistema legal del país. En el caso de San Martín y Bolívar fue motivado por la coyuntura fundacional de la República Peruana y la República de Bolívar; en el caso de Santa Cruz, ante la anarquía desatada por las guerras civiles y revoluciones de los inicios de la República Peruana.

## Origen

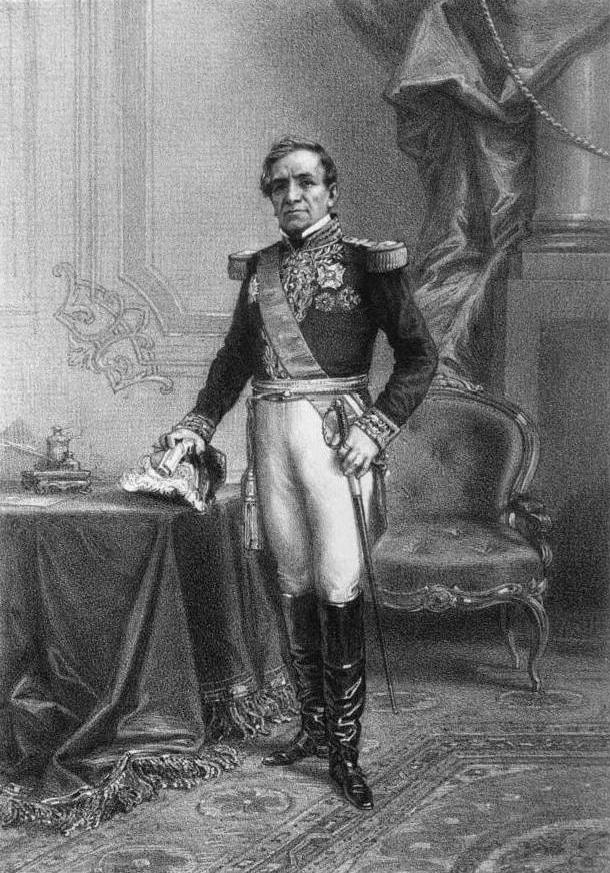
El Mariscal Andrés de Santa Cruz, Protector de la Confederación Perú-Boliviana.

Andrés de Santa Cruz era presidente de Bolivia desde inicios de 1829. Tras adueñarse del Perú tras una sangrienta guerra librada entre 1835 y 1836, procedió a organizar la Confederación peruano boliviana. A fin de recibir facultades legales que le posibilitaran tal labor, instigó a que se reunieran dos asambleas representativas en el Perú, por cada una de las grandes divisiones que impuso en dicha nación: el Sur y el Norte peruanos. Otra asamblea o congreso en Bolivia fue convocada para igual fin.
La asamblea de los departamentos del Sud del Perú (Cuzco, Arequipa, Ayacucho y Puno) reunida en Sicuani, creó el Estado Sud-Peruano (marzo de 1836). Unos meses después se reunió la asamblea de los departamentos del Norte del Perú (Amazonas, Lima, La Libertad y Junín) en Huaura (agosto de 1836), que acordó la creación del Estado Nor-Peruano. Ambas asambleas dieron el poder político a Santa Cruz como Supremo Protector y le otorgaron facultades para que organizara la Confederación. Asimismo, en Bolivia se reunió en junio un Congreso Extraordinario (Congreso de Tapacarí) que dio autorización a Santa Cruz para llevar adelante el proyecto confederativo.
Provisto pues, de todos los elementos legales que le otorgaron las asambleas de Sicuani, Huaura y Tapacarí, Santa Cruz procedió a establecer la Confederación Perú-Boliviana por decretó del 28 de octubre de 1836. Convocó luego a un congreso de plenipotenciarios de las tres repúblicas, que se reunió en Tacna, con el fin discutir las bases de la estructura política de la Confederación. Dichos plenipotenciarios firmaron el Pacto de Tacna, el 1 de mayo de 1837, y en él se otorgó a Santa Cruz el título de Protector de la Confederación Perú-Boliviana, por encima de los cargos ejecutivos que ya desempeñaba: Presidente de Bolivia y Supremo Protector de los Estados Sud y Nor Peruanos.

## Atribuciones
- Su período de gobierno se fijó en 10 años, pudiendo ser reelegido, siempre en cuando no fuera destituido en el ínterin por el Senado.
- De él dependían las aduanas generales y la administración general de correos, así como todos los nombramientos diplomáticos, militares y navales.
- Era Generalísimo de las fuerzas de mar y tierra de las repúblicas confederadas.
- Ejercía el poder ejecutivo del estado en el cual se hallase, en conformidad con sus leyes propias.
- Nombraba y removía a los ministros de Estado y a los demás empleados públicos, pudiendo crear nuevos ministerios.
- Elegía a los presidentes de los estados confederados, a los senadores del Congreso General y a los ministros de las tres cortes supremas de entre los propuestos en terna por sus respectivos senados.
- Presentaba a la silla apostólica a los arzobispos y obispos de las tres repúblicas.
- Podía disolver el Congreso General, cuando manifiestamente se apoderase de las cámaras un espíritu de desorden que amenazara la paz interior de la confederación.
- En caso de ausencia, enfermedad o muerte, le debía reemplazar el Consejo de Ministros, presidido por la persona que él mismo designase o caso contrario, por el más antiguo de los ministros.

## Final
Tras la derrota que sufrió en la batalla de Yungay a manos del Ejército Unido Restaurador (20 de enero de 1839, Santa Cruz huyó a Lima. Enseguida se trasladó a Arequipa donde renunció a todo su poder el día 20 de febrero, para luego embarcarse en el puerto de Islay, rumbo al exilio. Así finalizó su gobierno como Protector del estado binacional peruano y el boliviano.